# Fizeșu Gherlii
Fizeșu Gherlii é uma comuna romena localizada no distrito de Cluj, na região histórica da Transilvânia. A comuna possui uma área de 67.12 km² e sua população era de 2664 habitantes segundo o censo de 2007.